# 阿布东巴蒂斯塔
阿布东巴蒂斯塔是巴西圣卡塔琳娜州的一个市镇。总面积235.6平方公里，总人口2775人，人口密度11.8人/平方公里。